# Johanna Schopenhauer

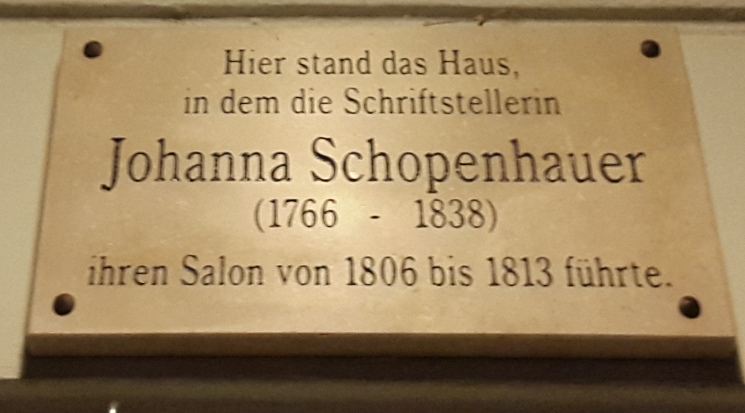
Placa commemorativa del saló literari de Johanna Schopenhauer

Johanna Henriette Schopenhauer (Gdańsk, 9 de juliol de 1766 - Jena, 17 d'abril de 1838) va ser una novel·lista i salonnière alemanya, la primera autora alemanya a adoptar l'escriptura com a professió –i aconseguir viure dels rèdits de la seva obra– i la primera a signar les obres amb el seu nom veritable, sense recórrer a cap pseudònim. Fou la mare del filòsof Arthur Schopenhauer i de l'artista Adele Schopenhauer.

## Primers anys
Filla de Christian Heinrich Trosenier, comerciant i senador de Gdańsk, i Elisabeth Lehmann, va rebre una educació acurada i aprengué anglès, geografia, astronomia, llengües clàssiques i història. I va conèixer ben aviat la literatura de Shakespeare, Voltaire o els clàssics.
Va contreure matrimoni esssent molt jove amb el poderós comerciant hanseàtic Heinrich Floris Schopenhauer, amb qui va viatjar per tot Europa.

## Salonnière
Després de la mort del seu marit, al 1805, es va establir amb la seva filla Adele a Weimar, ciutat on va fundar un saló literari que tingué un cert renom. Hi assistien destacats intel·lectuals de l'època, com ara Goethe i Wieland, amics personals, que van atreure altres artistes a les vetllades.
Entre 1806 i 1813 aquest saló tingué el seu moment àlgid i atragué, entre d'altres, els germans Karl Wilhelm Friedrich i August Wilhelm von Schlegel, Tieck i Hermann von Pückler. El seu saló oferia conversa i lectures públiques, però també s'hi interpretava música i s'hi feia broma, en un ambient de sociabilitat relaxada i distesa, específicament burgesa, que presagiava el Romanticisme.

## Activitat literària

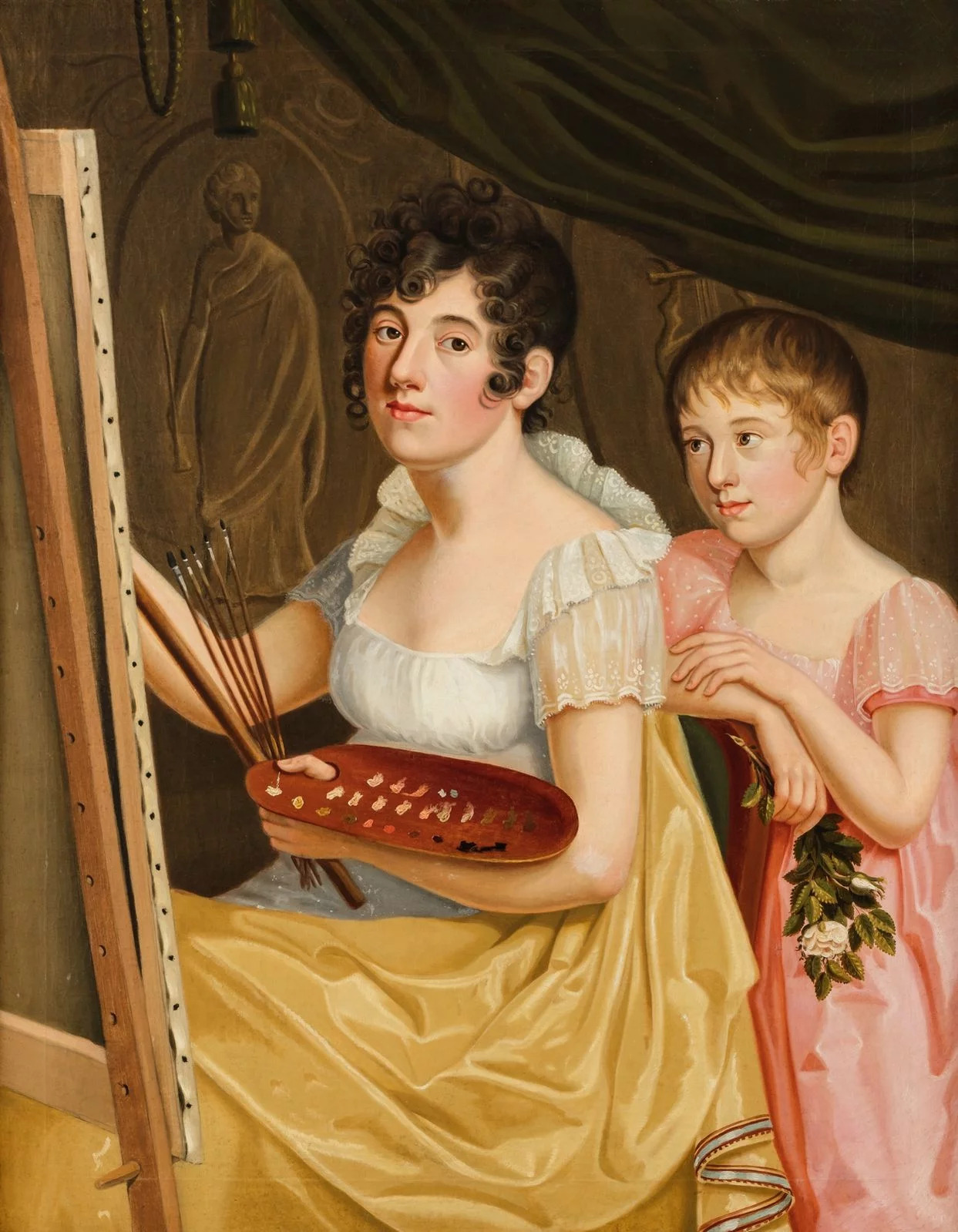
Johanna i Adele Schopenhauer

Encara que de jove Johanna Schopenhauer va tenir afició per la pintura, al 1810 inicià la seva carrera com a escriptora amb la biografia de l'erudit Carl Ludwig Fernow, amic seu, a la qual seguiren novel·les, assaigs, cròniques de viatges, relats, miscel·lànies i obres diverses, entre les quals la seva obra més famosa, Gabriele, que constitueix un intent de novel·la de formació femenina, un bildungsroman, o novel·la d'aprenentatge.
Durant al període que va des de 1832 a 1837 va residir a Bonn, però en els seus últims anys va decidir traslladar-se a Jena, on va morir el 17 d'abril de 1838.
Les seves obres completes van ser compilades sota el títol de Jugend Leben und Wanderbilder i publicades en 24 volums el 1830.
No va ser fins a l'any 1980 que es va revelar la importància literària i històrica de Johanna Schopenhauer, que després ha passat a ser considerada una de les escriptores alemanyes més importants de la primera meitat del segle xix.

## Obra
- Carl Ludwig Fernow’s Leben. 1810.
- Erinnerungen von einer Reise in den Jahren 1803, 1804 und 1805, 3 v. 1813–1817.
- Novellen, fremd und eigen. 1816.
- Reise durch England und Schottland. 1818.

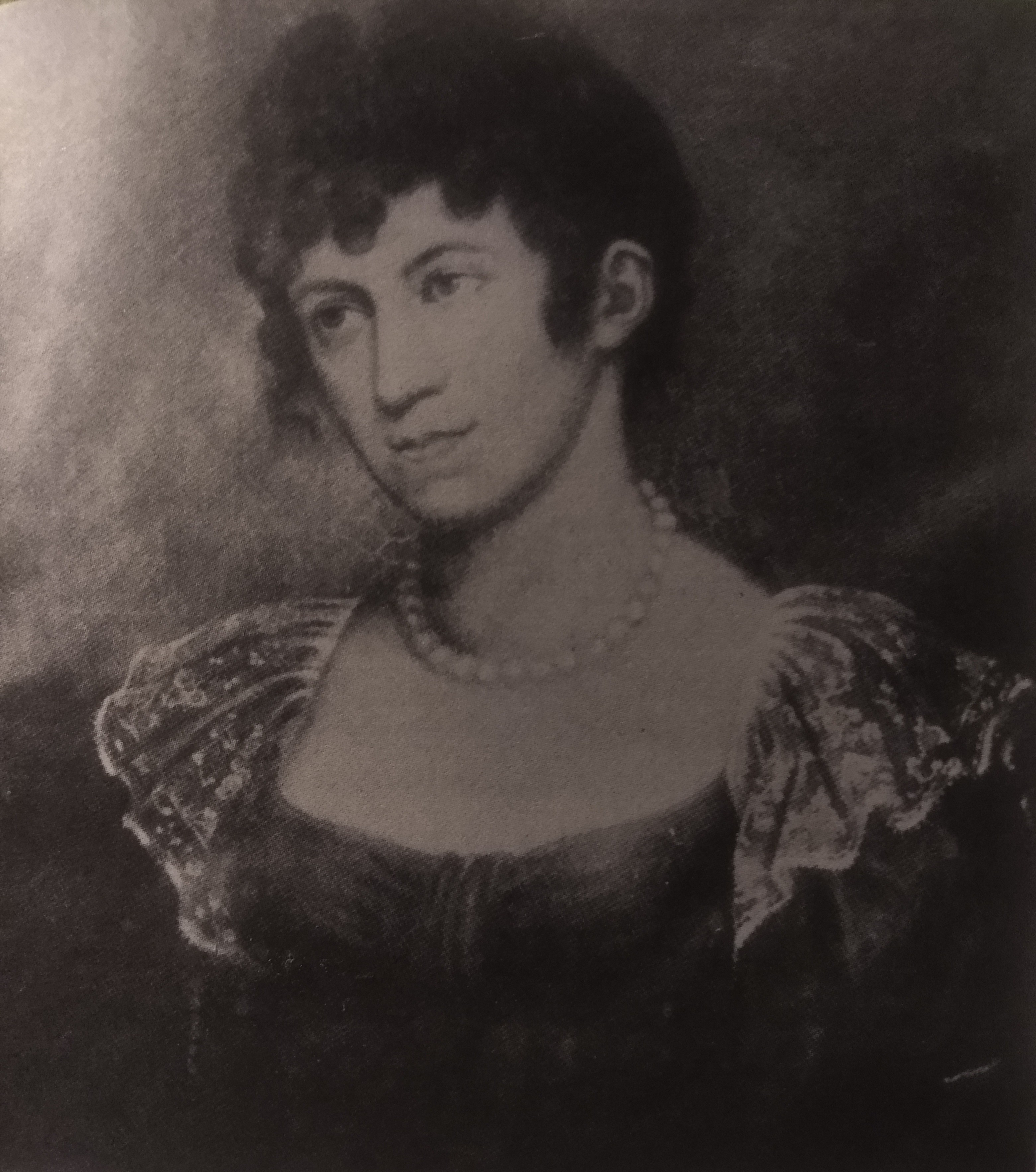
Johanna Schopenhauer. Gerhard Kügelgen, 1817

- Johanna Schopenhauer. Gerhard Kügelgen, 1817Ausflucht an den Rhein und dessen nächste Umgebungen im Sommer des ersten friedlichen Jahres. 1818.
- Gabriele. Ein Roman, 3 v. 1819–1820.
- Johann van Eyck und seine Nachfolger, 2 v. 1822.
- Die Tante. Ein Roman, 2 v. Frankfurt am Main 1823.
- Erzählungen, 8 v. 1825–1828.
- Sidonia. Ein Roman, 3 v. 1827–1828.
- Schopenhauer, adolescentNovellen, 2 v. 1830.

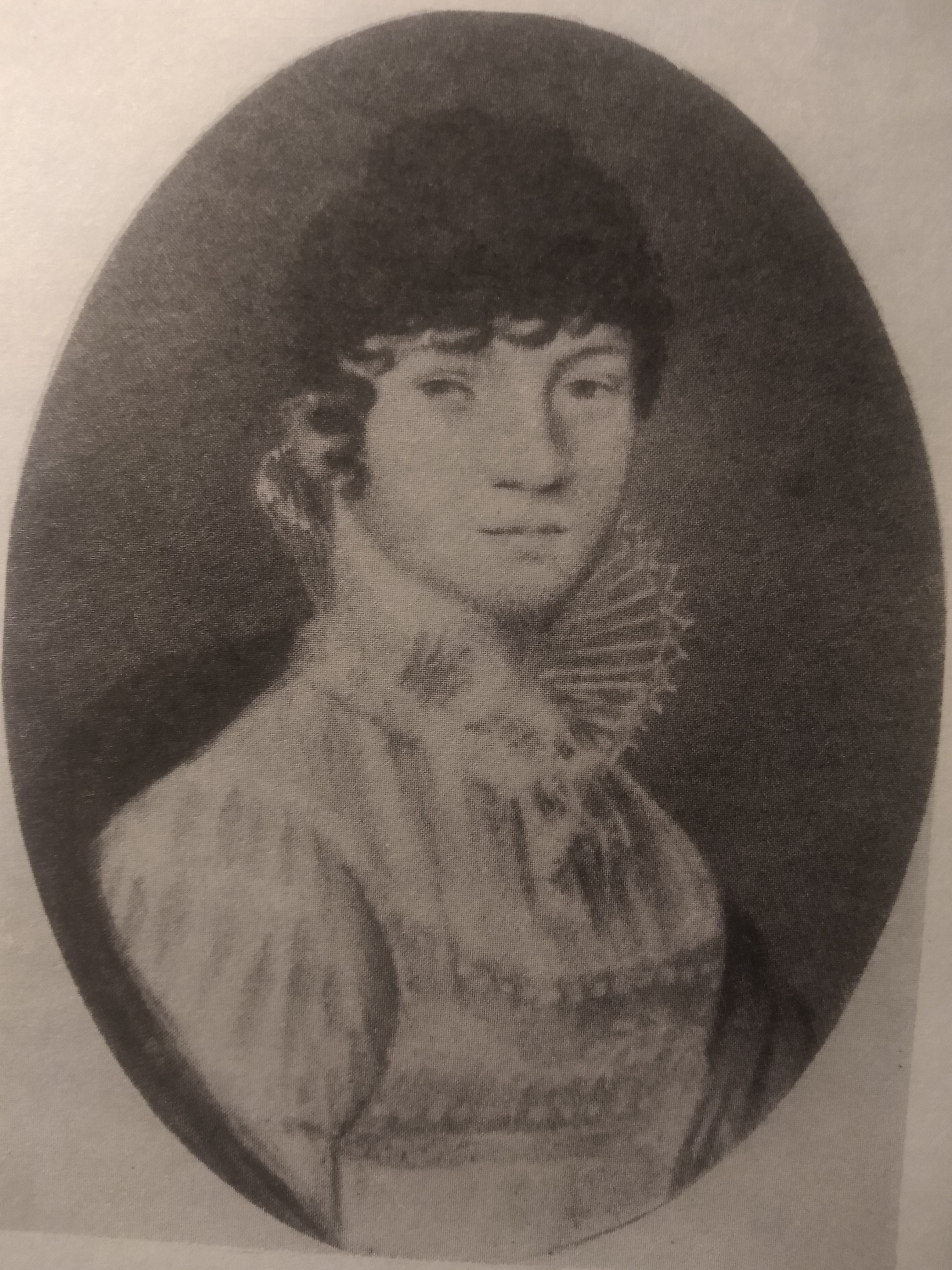
Schopenhauer, adolescent

- Ausflug an des Niederrhein, 2 v. Leipzig 1831.
- Sämmtliche Schriften, 24 v. 1830/1831.
- Neue Novellen. 1836.
- Die Reise nach Italien. 1836.
- Richard Wood. 1837.
- Briefe an Karl von Holtei. 1870.